# Bussy-le-Château
Bussy-le-Château è un comune francese di 171 abitanti situato nel dipartimento della Marna nella regione del Grand Est.

## Società

### Evoluzione demografica
Abitanti censiti